# Hrabstwo Audrain
Hrabstwo Audrain (ang. Audrain County) – hrabstwo w stanie Missouri w Stanach Zjednoczonych. Obszar całkowity hrabstwa obejmuje powierzchnię 696,79 mil2 (1 805 km²). Według danych z 2010 r. hrabstwo miało 25 529 mieszkańców. Hrabstwo powstało w 1836 roku.

## Sąsiednie hrabstwa
- Hrabstwo Monroe (północ)
- Hrabstwo Ralls (północny wschód)
- Hrabstwo Pike (wschód)
- Hrabstwo Montgomery (południowy wschód)
- Hrabstwo Callaway (południe)
- Hrabstwo Boone (południowy zachód)
- Hrabstwo Randolph (północny zachód)

## Miasta
- Farber
- Laddonia
- Martinsburg
- Mexico
- Vandalia

## Wioski
- Benton City
- Rush Hill
- Vandiver